# Santa Cruz de Bezana
Santa Cruz de Bezana è un comune spagnolo di 10.831 abitanti situato nella comunità autonoma della Cantabria, comarca di Santander.
Il territorio di questo municipio che si estende dalla costa verso l'interno con lieve pendenza è composto dai centri abitati di Azoños, Maoño, Mompia, Prezanes, Sancibrián, Santa Cruz de Bezana (capoluogo), Soto de la Marina. Il capoluogo, che dà il nome all'intero comune conta 3.894 abitanti (2001) ed è posto a soli 8 km da Santander, capitale della Cantabria, collegata a questa dall'autostrada A-67. La vicinanza con Santander, con cui confina ad est, e la buona rete di comunicazioni hanno favorito l'espansione e l'aumento della popolazione, che infatti è passata dai 2.052 abitanti del 1900 ai 9.149 del 2001. Ciò soprattutto è avvenuto grazie al saldo migratorio positivo dovuto sia alla industrializzazione del comune, sia allo sviluppo di Santander, della quale è una città satellite.
Il principale settore economico locale è il terziario che occupa il 72,2%
della popolazione attiva, mentre il settore primario agricolo pastorale tradizionale fonte economica nel passato rappresenta soltanto il 2,3%. Il settore dell'industria pesa per il 13,2%, quello dell'edilizia per l'11,3%. L'industria e l'edilizia contano su oltre 120 aziende impiantatesi nel territorio comunale nell'ultimo ventennio e sulle imprese della vicina Santander.

## Storia
Nel territorio comunale vi sono tracce risalenti al paleolitico che testimoniano la presenza umana in questa zona già in quell'epoca. È anche accertato che già i coloni romani si occuparono di agricoltura e allevamento del bestiame nella fertile valle in cui si trova oggi Santa Cruz de Bezana.
La specificazione "de Bezana" serve a distinguerla dalle diverse località spagnole col nome di Santa Cruz e indica la sua appartenenza alla valle di Bezana. Bezana è una piccola località montana posta nelle vicinanze dell'Embalse del Ebro, grandioso bacino artificiale creato nel secolo scorso, che dà il nome a tutta la valle.
Nel medioevo in un documento datato 1025 si informa della donazione di alcune proprietà della valle di Bezana alla Abadia de Santillana da parte di Vellido Monioz e della moglie Eylo. Nel libro delle Merindades de Castilla del 1452 si parla della signoria di Vivero, la odierna Soto de la Marina, specificando anche che la sua condizione era di behetria, cioè di una comunità di uomini liberi che potevano scegliere il "signore" cui affidarsi per la propria difesa in cambio di parte o di tutto il territorio di cui conservavano l'usufrutto pagando un tributo al signore scelto. Le altre località che compongono il comune dipendevano dall'Abadia de Santander, sottomessi all'autorità dell'abate per donazione fatta da Alfonso VIII all'abate Juan Garcia. Nonostante alcuni tentativi di rovesciarne il potere, questi riuscì a mantenerlo in forza di un atto rogatorio contro il figlio del conte Don Tillo e dell'abate di Miera, Gonzales Perez, che lo contrastavano. Con la disgregazione dell'Abadia di Santander, l'abate e il capitolo che le succedette continuarono ad esercitare il potere fino a quando il re Filippo II alla metà del XVI secolo tolse il potere al dominio abbaziale per la forte opposizione popolare, lasciando però il potere all'abate e al capitolo di nominare le autorità di governo.
Nel 1808 l'invasione napoleonica causò danni, devastazioni e soprusi alla popolazione. Il trionfo delle idee liberali con la Costituzione di Cadice del 1812 fu l'occasione per la formazione del comune costituzionale di Santa Cruz de Bezana liberato dal vincolo abbaziale. La restaurazione assolutista del 1814 pose fine al comune libero che però si riformò nel 1820 con il cosiddetto "Triennio liberale" (1820-1823). A partire dal 1835 fu assegnato al distretto giudiziario (partido judicial) di Santander come è tuttora.

## Monumenti e luoghi d'interesse
Diversi sono i monumenti religiosi e civili degni di essere ricordati come le chiese di San Salvador a Vivaro di Soto de la Marina, già esistente nell'anno 818 ampliata e completata nei secoli XVI, XVII e XVIII, di San Vicente di Maoño del XVII secolo, di San Pedro ad Azoños, dello stesso secolo ricostruita nel 1791, di Santa Cruz a Santa Cruz de Bezana, degli anni dal 1905 al 1917.
Altri edifici religiosi da segnalare sono le Ermitas di San Ciprian a Sancibrián del 1427 trasformata nel 1716 e riedificata nel 1845, del Carmen del XVIII secolo a Prezanes, di Nuestra Señora del Rosario a Mompia del 1918-1924, di Nuestra Señora de las Nieves, di Soto de la Marina del XV secolo riformata nel XVII, di San Mateo a Maoño del 1683, di San Juan Bautista de 1662 riformata nel 1820 in Soto de la Marina.
Il Palacio del los castillo-Maucebo nella stessa località del XV secolo riformato nel XVII, la Casa de los Torre - Tagle a Maoño del 1765, la Casa de los Portilla nella stessa località dei secoli XIX e XX e, infine, le antiche Escuelas di Santa Cruz de Bezana del 1820.

## Feste
Ogni anno il 24 giugno nella spiaggia di San Juan La Canal di Soto de la Marina si svolge la "notte magica di San Giovanni" con l'incendio di un grande falò, con musica, balli e bagni notturni nel mare, il 27 giugno a Prezanes si effettua la festa di N.tra S.ra del Carmen e il 28 agosto nella stessa località c'è la festa di San Agustin; l'ultima domenica di agosto a Maoño c'è la Fiesta de Agua. Altre feste dedicate a santi in cui secondo la consuetudine spagnola ai riti religiosi si fa seguire una festa popolare sono: San Ciprian il 16 settembre in Sancibrián, San Mateo a Maoño il 21 settembre, N.tra S.ra del Rosario la prima domenica di ottobre a Mompía, San Vicente il 22 gennaio a Maoño e San Pedro o Pedruco il 22 febbraio in Azoños.